# 에드윈 카르도나
에드윈 안드레스 카르도나 베도야(스페인어: Edwin Andrés Cardona Bedoya, 1992년 12월 8일 ~ )는 콜롬비아의 축구 선수로 포지션은 미드필더이며 현재 카테고리아 프리메라 A의 아메리카 데 칼리에서 활약하고 있다.

## 논란
2017년 11월 10일 수원월드컵경기장에서 열린 대한민국과의 친선경기에서 후반 17분에 일어난 양팀의 신경전 도중 대한민국 대표팀 미드필더였던 기성용을 향해 두 눈을 찢어 동양인을 조롱하는 이른바 인종차별적인 퍼포먼스를 벌여 논란을 불러 일으켰다.
결국 이 사건으로 FIFA로부터 A매치 5경기 출장 정지 처분을 받았고 부상과 갑작스런 기량 저하까지 겹쳐 2018년 FIFA 월드컵 본선에도 나서지 못하게 되었다.